# Caloptilia chalcodelta
Caloptilia chalcodelta là một loài bướm đêm thuộc họ Gracillariidae. Nó được tìm thấy ở New Zealand.